# Christine Caron
Christine Caron (París, Francia, 10 de julio de 1948) es una nadadora francesa retirada especializada en pruebas de estilo espalda, donde consiguió ser subcampeona olímpica en 1964 en los 100 metros.

## Carrera deportiva
En los Juegos Olímpicos de Tokio 1964 ganó la medalla de plata en los 100 metros estilo espalda, con un tiempo de 1:07.9 segundos, tras la estadounidense Cathy Ferguson que batió el récord del mundo con 1:07.7 segundos.
Y en el Campeonato Europeo de Natación de 1966 celebrado en la ciudad neerlandesa de Utrecht ganó el oro en la misma prueba de 100 metros espalda.
| Predecesor: Michel Macquet Tokio 1964 | Abanderada de Francia en los JJ. OO. de verano México 1968 | Sucesor: Jean-Claude Magnan Múnich 1972 |